# Adel Gamal
Adel Gamal Abdullah Saleh (sinh ngày 1 tháng 1 năm 1993) là một cầu thủ bóng đá người Emarati thi đấu cho Santa Clara.

## Sự nghiệp câu lạc bộ
Anh ra mắt chuyên nghiệp tại Giải bóng đá hạng nhất quốc gia Bồ Đào Nha cho Santa Clara vào ngày 19 tháng 3 năm 2017 trong trận đấu trước Braga B.